# Atmore, Alabama
Atmore là một thành phố thuộc quận Escambia, tiểu bang Alabama, Hoa Kỳ. Dân số năm 2009 là 10109 người, mật độ đạt 179 người/km².